# Бухло
Бухло (њем. Buchloe) град је у њемачкој савезној држави Баварска. Једно је од 45 општинских средишта округа Осталгој. Према процјени из 2010. у граду је живјело 12.055 становника. Посједује регионалну шифру (AGS) 9777121.

## Географски и демографски подаци
Бухло се налази у савезној држави Баварска у округу Осталгој. Град се налази на надморској висини од 627 метара. Површина општине износи 36,2 km². У самом граду је, према процјени из 2010. године, живјело 12.055 становника. Просјечна густина становништва износи 333 становника/km².

## Међународна сарадња
| Мјесто | Држава    | Врста сарадње | Од    |
| ------ | --------- | ------------- | ----- |
| Кесег  | Мађарска  | контакт       | 2000. |
| Сесон  | Француска | партнерство   | 1985. |
| Извор  |           |               |       |